# Nick DiGiovanni
Nicholas Channing DiGiovanni (Barrington, Rhode Island, 19 de mayo de 1996) es un chef famoso e influencer estadounidense.

## Biografía
DiGiovanni nació el 19 de mayo de 1996 en Barrington, Rhode Island, hijo de Chris y Sudie DiGiovanni (de soltera Naimi). Es de ascendencia italiana, persa, alemana y británica. Es el mayor de cuatro hermanos. Desarrolló una pasión por la comida a una edad temprana al ver a su abuela y bisabuela cocinar comidas para la familia.
DiGiovanni fue a la escuela secundaria en Milton Academy, donde se graduó en 2014 a la edad de 18 años, con cum laude. Se desempeñó como codirector del programa de servicio comunitario de la Academia Milton. Después de graduarse de la escuela secundaria, DiGiovanni fue a la Universidad Harvard, donde creó su propia concentración llamada "Alimentos y Clima". Como parte de su trabajo académico, asistió a conferencias impartidas por Massimo Bottura, Grant Achatz y José Andrés. Para su último año, DiGiovanni analizó datos sobre las emisiones de carbono en 36 restaurantes internacionales desde Singapur hasta San Francisco. Su tesis fue asesorada por el autor y periodista estadounidense Michael Pollan.
DiGiovanni fue aceptado para asistir a la Escuela de Negocios Harvard a través del programa de aplazamiento 2+2. En enero de 2023, le hizo saber a Harvard que no planeaba matricularse.

## Carrera

### 2019-2020:MasterChefy los inicios en Internet
Durante su último año de universidad, DiGiovanni asistió a un casting para la temporada 10 de MasterChef. Fue seleccionado para competir en el programa y terminó en tercer lugar en general. Para filmar el programa, DiGiovanni supuestamente se fue a mitad del semestre en Harvard sin informar a sus profesores. Regresó la temporada siguiente como mentor de los finalistas. Después de completar MasterChef y graduarse de Harvard, DiGiovanni comenzó a publicar videos de cocina en YouTube. En su primer video de YouTube, DiGiovanni cocinó el postre que habría preparado en la final de MasterChef, que tiene más de 3,7 millones de visitas hasta octubre de 2024. Luego comenzó a publicar regularmente vídeos de él mismo cocinando diferentes comidas.
El canal de YouTube de DiGiovanni tiene 22,1 millones de suscriptores al 26 de diciembre de 2024. Se ha asociado con marcas como Nutella, Amazon, Walmart y Kinder Bueno. Colabora frecuentemente con otros influencers, especialmente con Lynja hasta su muerte en enero de 2024. Ha aparecido en varias publicaciones, entre ellas Today, Good Morning America, y Harper's Bazaar.

### 2021-presente: Defensa y récords mundiales
En 2021, DiGiovanni fue incluido en la lista Forbes 30 Under 30 de comida y bebida. Ese mismo año, DiGiovanni ganó el premio Streamy Award for Food de YouTube, un premio que reconoce al mejor creador de alimentos del año. En noviembre de 2021, DiGiovanni, con Lynja, rompió el récord mundial Guinness del cake pop más grande de la historia, que pesó 44,240 kg. DiGiovanni es el embajador principal del Proyecto Farmlink. Además, en 2021, DiGiovanni participó en la campaña #TeamSeas fundada por el YouTuber MrBeast, que recaudó 30 millones de dólares para limpiar 14 millones de kilogramos de basura en el océano.
En 2022, se asoció con Chipotle para donar 20 000 000 libras (9 071 840 kg) de alimento. Recibió el premio Webby en 2022. En junio de 2022, rompió otro récord mundial Guinness por el nugget de pollo más grande de la historia, que pesó 20,96 kg (46,2 lb). En agosto visitó la mayor cantidad de restaurantes de comida rápida en 24 horas (69 restaurantes). En octubre, batió el récord de Gordon Ramsay por el tiempo más rápido en filetear un 10 lb (4,5 kg) de pescado en cinco segundos; completándolo en 1 minuto exactamente. Ese mismo día construyó el rollo de sushi más grande del mundo, que medía 2,15 metros (2,4 yd) de diámetro. En noviembre, él y Nigel Ng crearon la galleta de la suerte más grande, de 1,47 kg (3,2 lb) y realizó la mayor donación de pavos en 24 horas (64463,44 kg - aproximadamente 7.620 pavos).
El 11 de mayo de 2023, DiGiovanni, junto con Ramsay, rompió el récord mundial Guinness por el Solomillo Wellington más grande, que pesó 25,76 kg (56,8 lb). Este fue su noveno récord mundial Guinness y lo batió en colaboración con los famosos chefs Ramsay, Max the Meat Guy, Guga Foods y The Golden Balance. El 13 de junio de 2023, DiGiovanni lanzó su primer libro de cocina, Knife Drop. Debutó en el puesto número 1 en la lista de los más vendidos del New York Times y permaneció en la lista durante cinco semanas consecutivas.
En abril de 2024, Variety informó que DiGiovanni firmó con WME. Ese mismo año, regresó como juez invitado y mentor en la temporada 14 de MasterChef.

## Premios y nominaciones
| Año  | Otorgar                             | Categoría                | Resultado | Ref.   |
| ---- | ----------------------------------- | ------------------------ | --------- | ------ |
| 2021 | 11.ª edición de los premios Streamy | Mejor Youtuber de Comida | Ganador   | [ 41 ] |
| 2022 | 12.ª edición de los premios Streamy | Mejor Youtuber de Comida | Nominado  | [ 42 ] |
| 2023 | 13.ª edición de los premios Streamy | Mejor Youtuber de Comida | Ganador   | [ 43 ] |

## Filmografía
| Año  | Título                    | Role          |
| ---- | ------------------------- | ------------- |
| 2019 | MasterChef                | Concursante   |
| 2021 | MasterChef                | Mentor        |
| 2021 | El show de Drew Barrymore | Él mismo      |
| 2022 | Vive con Kelly y Ryan     | Él mismo      |
| 2022 | Selena + Chef             | Él mismo      |
| 2024 | MasterChef                | Juez invitado |